# 施特恩施泰因
施特恩施泰因是德国巴伐利亚州的一个市镇。总面积10.92平方公里，总人口1474人，其中男性729人，女性745人（2011年12月31日），人口密度135人/平方公里。